# Metepeira triangularis
Metepeira triangularis is een spinnensoort in de taxonomische indeling van de wielwebspinnen (Araneidae).
Het dier behoort tot het geslacht Metepeira. De wetenschappelijke naam van de soort werd voor het eerst geldig gepubliceerd in 1930 door Pelegrin Franganillo-Balboa.